# 岩国刑務所

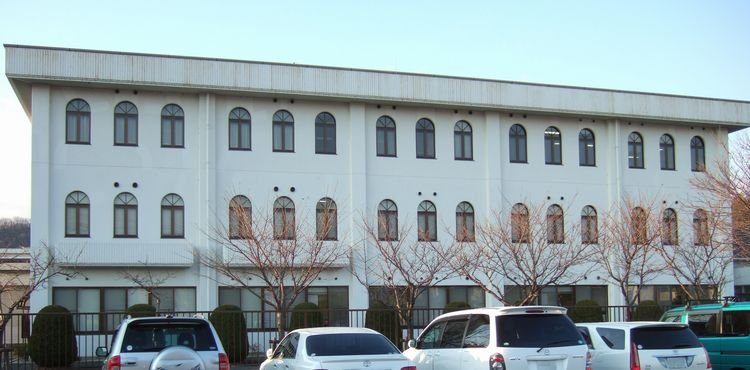
岩国刑務所（建屋の一つ）
（2007年2月2日撮影）

岩国刑務所（いわくにけいむしょ）は、法務省広島矯正管区に属する女子刑務所。

## 所在地
- 〒741-0061 山口県岩国市錦見6丁目11番29号
  - JR岩徳線・錦川鉄道西岩国駅下車徒歩3分。

## 収容分類級
- W

## 定員
- 355人

## 沿革
本刑務所の前身は、1922年（大正11年）に特設刑務所として開設された岩国少年刑務所である（根拠法令は旧少年法第九条第一項）。定員は349名、罰房を16房備えていた。その後、1989年（平成元年）11月28日に現在の岩国刑務所が開設され、今に至る。なお、岩国少年刑務所は、現在の当刑務所の開設と同時に廃止された。
岩国少年刑務所が開設される以前の沿革
- 江戸時代：この頃は、錦見村（当時）に旧岩国藩の断獄所が設営されていた
- 1878年（明治5年）：山口県の管轄下に移り、岩国檻倉と名称変更されると共に横山村（当時）へ移転[5]
- （時期不詳）：岩国支署となる
- 1890年（明治23年）：岩国監獄となる
- 1900年（明治33年）に旧制岩国中学校の校地拡張および新校舎新築に伴う用地明け渡しにより、横山村字上口311番地（当時）から、岩国町（当時）内の現在本刑務所が存する地[6][7]へと移転したと記載した文献[5][8]もある
- 1907年（明治40年）：これ以降、幼年囚のみを収容する監獄（刑務所）となる
- 1908年（明治41年）4月：山口監獄岩国分監と名称変更[5]

## 外観・設備
建屋はアイボリー色などに塗装されている。

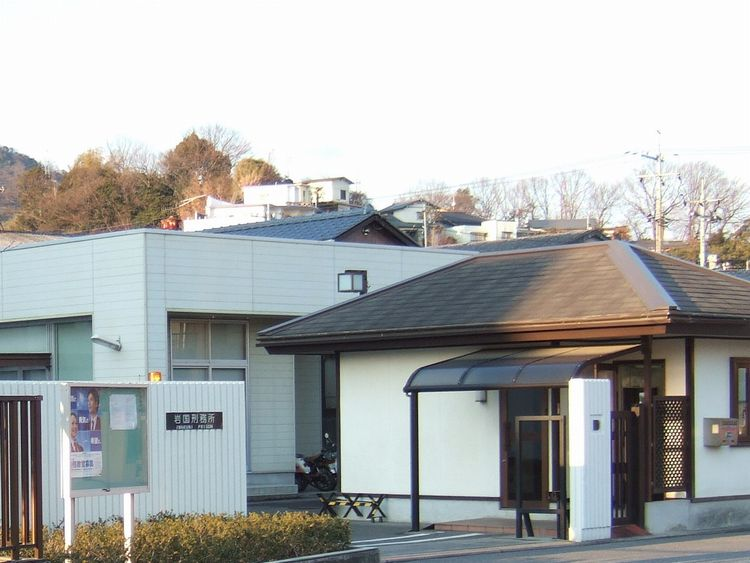
出入口
（2007年2月2日撮影）

- 洋裁（婦人服、子供服、パジャマズボン、手芸によるちりめん細工製品の製造）：

工場数：2（面積：330m2）、設備：オーバーロックミシン、本縫糸切ミシン
- 金属（自動車およびその付属品（ハーネス）、電気部品の製造）：

工場数：2（面積：234m2）
- その他（ガラス製品（ワイングラス，花器，冷茶茶碗，ぐい呑み等）、神具類、紙等の加工および組立）

工場数：4（面積：473m2）、設備：サンドボックス、集塵機
上記工場以外に、職業訓練施設があり、所内でフォークリフトおよび介護サービスの訓練を実施している（訓練用のフォークリフトを計2台所有。1tおよび2t）。
刑務作業で製作された製品やその原料を保管する為と考えられる倉庫および展示棟も、それぞれ1棟（面積：70.3m2および27m2））ある。
刑務作業で製作された製品（刑務所作業製品）の一部は、本刑務所においても開催される矯正展を通じて購入できる。